# Börcsök Mária
Börcsök Mária (Budapest, 1941. november 28. – Budapest, 2024. február 20.) magyar író, költő.

## Élete
1969-ben diplomázott az ELTE magyar–könyvtár szakán. 1982-ig a Petrik Lajos Vegyipari Szakközépiskolában, 1983-tól 1991-ig a Bem József Óvónőképző Szakközépiskolában tanít, magyarnyelv- és irodalomtanárként. 1992-től 2000-ig a Belvárosi Esti Gimnázium igazgatója. Versek, esszék, novellák, mesék szerzője; 1965-től publikál (Élet és Irodalom, Alföld, Kortárs, Tiszatáj, CET, Új Tükör, Nők Lapja stb.).

## Főbb művei
- Első ének. Fiatal költők versei (társszerző) Kozmosz Könyvek, Budapest, 1968
- Harminchárom vers (versek) Magánkiadás. Pécs, 1978
- Mindenki mást csinál (versek) Móra Ferenc Könyvkiadó, 1981
- Aki nem hiszi, járjon utána. 26 magyar író 30 új meséje (társszerző) RTV–Minerva, Budapest, 1983
- Nyuszi-KRES. (versek) Móra Kiadó, 1986
- Állatiskola (versek) Belvárosi Könyvkiadó, 1992
- Titkos út. Versek óvodásoknak és kisiskolásoknak (oktatási segédlet) Mágus Kiadó, 1996 (társszerző)
- Mire gondolsz, Éva? (esszék) CET Belvárosi Könyvkiadó, 2002
- Szerencsés ember. Börcsök Mária kérdezi Kopátsy Sándort (interjú) CET Belvárosi Könyvkiadó, 2002
- 21 vers. (versek) CET Belvárosi Könyvkiadó, 2005
- Romeo és Rozália (esszék) CET Belvárosi Könyvkiadó, 2005
- Kinőttelek. Versek kamaszoknak (társszerző) Sziget Kiadó, Budapest, 2005
- Hitvesi szerelem a magyar költészetben (esszék) CET Belvárosi Könyvkiadó, 2010
- Kettészakadt Magyarország (esszék) Kossuth Kiadó, 2012
- Kettészakadt Magyarország Hangoskönyv. Kossuth Kiadó, 2012
- Szakadozó mítoszok (esszék) Kossuth Kiadó, 2012
- Égszakadás (esszék) Új-Könyvbarát Kft., 2014
- Közös takarónk, ha már szétesett (esszék) Kossuth Kiadó, 2015
- Istenes verseim; szerzői, Bp., 2016
- A szabadság diktatúrája (esszék) Kocsis Kiadó, 2022